# Fruering Kirke
Fruering Kirke ligger i Fruering Sogn, Hjelmslev Herred i det tidligere Skanderborg Amt, Region Midtjylland. Den hvidkalkede kirke ligger på en bakke 106 m over havet i byens sydlige udkant, hvorfra der er en vid udsigt mod Skanderborg Sø og Møllehøj. Bygningen stammer fra ca. 1100, og den består i dag af et romansk skib, et muligvis senromansk kor, et sengotisk tårn og et ligeledes sengotisk våbenhus. Bygningen er opført i frådsten og kløvet kamp. I murværket er brugt elementer fra tidligere bygningsdele, således f.eks. en overligger fra et romansk vindue. Kor og skib er dækket af spidsbuede hvælvinger.
Blandt inventaret kan nævnes altertavlen fra begyndelsen af det 17. århundrede, klokken fra 1698 og den bægerformede, romanske døbefont.
- Kirken set fra nordvest.
- Støttepiller på skibets nordside.
- Romansk vinduesoverligger indmuret i sokkel.
- Den romanske døbefont.

## Note
1. ↑  J.P. Trap: Danmark, 5. udg., bd. VIII, side 256

## Eksterne kilder og henvisninger
- Fruering Kirke Arkiveret 19. september 2015 hos  Wayback Machine hos KortTilKirken.dk
- Fruering Kirke hos danmarkskirker.natmus.dk (Danmarks Kirker, Nationalmuseet)

- Wikimedia Commons har flere filer relateret til Fruering Kirke